# مضاد الإنهاء
مضاد الإنهاء هو مساعدة الخلية بدائية النواة لإصلاح الإنهاء المبكر لتوليف الحمض النووي الريبي أثناء نسخ الحمض النووي الريب .عندما يتجاهل بوليميراز الحمض النووي إشارة الإنهاء ويستمر في إطالة نصه حتى يتم الوصول إلى إشارة ثانية. يوفر مضاد الإنهاء آلية يمكن من خلالها تشغيل أو إيقاف جين واحد أو أكثر في نهاية المعمل، اعتمادًا على البلمرة إما التعرف على إشارة الإنهاء أو عدم التعرف عليها.
يتم استخدام عامل مضاد الإنهاء بواسطة بعض العاثيات لتنظيم التقدم من مرحلة واحدة من التعبير الجيني إلى المرحلة التالية. يرمز جين لامدا N إلى بروتين مضاد للتحلل (pN) ضروري للسماح لبوليميراز RNA بالقراءة من خلال النهايات الموجودة في نهايات الجينات المبكرة المباشرة. مطلوب بروتين آخر مضاد للتقرن، pQ ، لاحقًا في عدوى الملتهمة. يعمل pN و pQ على بوليميراز RNA أثناء مروره بمواقع محددة. تقع هذه المواقع في مواقع نسبية مختلفة في وحدات النسخ الخاصة بها.

## قد يكون عامل مضاد الإنهاء حدث منظم
</br> تم اكتشاف مضاد الانتهاك في التهابات البكتيريا . السمة المشتركة في السيطرة على عدوى الملتهمة هي أن عددًا قليلًا جدًا من جينات الملتهمة يمكن نسخه بواسطة المضيف البكتري . ومع ذلك، من بين هذه الجينات جهات تنظيمية تسمح منتجاتها بالتعبير عن المجموعة التالية من جينات الملتهمة. أحد هذه الأنواع من التنظيمات هو بروتين مضاد للإنبات. في حالة عدم وجود البروتين المضاد للتحلل، ينتهي عند الطرف النهائي. عندما يكون البروتين المضاد للحساسية موجودًا، فإنه يستمر بعد النهايات.
يتم تقديم أفضل مثال مميز لمضاد الالتهاب عن طريق فج اللامبدة، حيث تم اكتشاف الظاهرة. يتم استخدامه في مرحلتين من تعبير الملتهمة. البروتين المضاد للإنتاج الناتج في كل مرحلة محدد لوحدات النسخ المعينة التي يتم التعبير عنها في تلك المرحلة.
ينقل بوليميراز RNA المضيف في البداية جينين، يطلق عليهما الجينات المبكرة المباشرة (N و cro). يتم التحكم في الانتقال إلى المرحلة التالية من التعبير عن طريق منع الإنهاء في نهايات الجينات المبكرة المباشرة، ونتيجة لذلك يتم التعبير عن الجينات المبكرة المتأخرة. يعمل البروتين المضاد للبروتين pN بشكل خاص على وحدات النسخ المبكر الفوري. في وقت لاحق من العدوى، يعمل بروتين مضاد للفقرات (pQ) خاص بالتحديد على وحدة النسخ المتأخر، للسماح لنسخه بالاستمرار بعد تسلسل الإنهاء.
تؤسس الخصائص المختلفة على pN و pQ مبدأ عامًا مهمًا: يتفاعل بوليميراز الحمض النووي مع وحدات النسخ بطريقة يمكن للعامل الإضافي أن يرعى مكافحة التسمم على وجه التحديد لبعض النسخ. يمكن التحكم في الإنهاء بنفس نوع الدقة في البدء.
إن نشاط مضاد الإرواء في pN محدد للغاية، ولكن حدث المضاد لا يتم تحديده بواسطة النهايتين t L1 و t R1 ؛ يقع موقع التعرف المطلوب لمكافحة التحذير عند المنبع في وحدة النسخ، أي في مكان مختلف عن موقع الفاصل الذي يتم فيه تنفيذ الإجراء في النهاية.
تسمى مواقع التعرف المطلوبة لإجراء pN الجوز (لاستخدام N). توصف المواقع المسؤولة عن تحديد مكافحة الإقحام الأيسر والأيمن بأنها الجوز L والجوز G ، على التوالي.
عندما يتعرف pN على موقع الجوز ، فإنه يشكل معقدًا ثابتًا مضادًا للتحلل بالتعاون مع عدد من البروتينات المضيفة E. coli. وتشمل هذه ثلاثة بروتينات Nus المضيفة، NusA ، B ، و C. NusA هو بروتين مثير للاهتمام. في حد ذاته في E. coli ، وهو جزء من نظام إنهاء النسخ. ومع ذلك، عندما يتم اختياره بواسطة N ، فإنه يشارك في مناهضة الإبادة. يجب أن يعمل المركب على بوليميراز الحمض النووي للتأكد من أن الإنزيم لم يعد قادرًا على الاستجابة للنهاية. تشير المواقع المتغيرة لمواقع الجوز إلى أن هذا الحدث لا يرتبط بالبدء ولا بالإنهاء، ولكن يمكن أن يحدث لأنه يطيل سلسلة الحمض النووي بعد موقع الجوز. العاثيات التي ترتبط بلمدا لها جينات N مختلفة وخصائص مختلفة مضادة للتحديد. المنطقة على جينوم الملتهمة التي تقع فيها مواقع الجوز لها تسلسل مختلف في كل من هذه الملوثات، وبالتالي يجب أن يكون لكل ملتهمة مواقع مميزة للجوز معترف بها على وجه التحديد من خلال pN الخاص بها. يجب أن يكون لكل منتج من منتجات pN نفس القدرة العامة على التفاعل مع جهاز النسخ في قدرة مضادة للتحديد، ولكن لكل منتج أيضًا خصوصية مختلفة لتسلسل الحمض النووي الذي ينشط الآلية.

## مكافحة الإستيصال
</br> التحريض في لامدا يسببه آليتان متميزتان تماما. الأول هو نتيجة التفاعل بين بروتين لامدا N وأهدافه في نسخ الملتهمة المبكرة، والثاني هو نتيجة تفاعل بين بروتين لامدا كيو وهدفه في المروج الملتهب المتأخر. نصف آلية N أولاً. لامدا N ، وهو بروتين أساسي صغير من عائلة الارجينين الغنية بالزيوت (ARM) من بروتينات ربط RNA ، يرتبط بحلقة جذعية 15 نيوكليوتيد (nt) تسمى BOXB. (ونحن سوف تستفيد أسماء المواقع في الحمض النووي ومائلة أسماء تسلسل الحمض النووي المقابلة؛. على سبيل المثال، BOXB وboxB) تم العثور boxB مرتين في كروموسوم امدا، مرة واحدة في كل من أوائل اثنين operons . وهو قريب من نقطة البداية لنسخة أوبرون L L ، وفي اتجاه أسفل الجين المترجم الأول لأوبرون P R. لا المسافة بين موقع بدء النسخ والمربع ب ، ولا طبيعة المروج (على الأقل في حالة المروجين المعتمدين على سيغما -70) ، ولا طبيعة المادة النهائية ذات صلة بالإجراء N. على الرغم من أن تسلسل boxB لا يتم حفظه بشكل جيد في البكتيريا الأخرى من عائلة lambda ، فإن معظم هذه العاثيات تقوم بترميز البروتينات المشابهة لـ lambda N ولديها تسلسلات قادرة على تكوين هياكل شبيهة BOXB في عملياتها P L و P R. في بعض الحالات، تم إثبات أن هذه الهياكل معترف بها من قبل النظير النونوي. ويعتقد أن هذا يفسر خصوصية الملتهمة لمضادات الإقلاع بوساطة N.
يتطلب مضاد التحقير الإجرائي معقدًا كاملاً ضد التحقير. يتضمن تجميع NusB و S10 و NusG على المركب الأساسي nt 2 إلى 7 من لامدا BOXA (CGCUCUUACACA) ، بالإضافة إلى منطقة محطة كاربوكسيل من N ، التي تتفاعل مع RNAP. دور NusG في رد فعل عامل مضاد الاسئصال غير واضح. يرتبط NusG بعامل الإنهاء Rho و RNAP. إنه يحفز معدل استطالة النسخ وهو مطلوب لنشاط بعض أطراف نهاية تعتمد على Rho. NusG هو أحد مكونات معقد الكامل ويعزز لهذا المضاد في المختبر. ومع ذلك، فإن تغيير لامدا BOXA إلى متغير يسمى إجماع BOXA ( يسمح لـ NusB و S10 بالتجمع في غياب NusG. علاوة على ذلك، فإن استنفاد NusG ليس له تأثير على مضاد لامبيدا N في الجسم الحي، وعلى عكس nusA و nusB و nusE ، لم يتم عزل أي طفرات نقطة في nusG تمنع نشاط N. يعزز Homus NusG ، RfaH ، استطالة العديد من النسخ في E. coli و S. typhimurium. لم يتم اختبار إمكانية أن RfaH و NusG زائدة عن الحاجة إلى N المضادة للتحديد، على الرغم من أن العديد من الوظائف الأخرى، لا يمكن استبدال البروتينين.
يمكن بوساطة الحمض النووي الريبي وكذلك البروتينات المضادة للتحقن. عاثية العصية القولونية HK022، وحيدا بين فاجات اللامي المعروف، لا ترميز التناظرية إلى N. امدا بدلا من ذلك، يعزز هذا المضاد النسخ فج المبكر من خلال العمل المباشر من سلاسل كتب دعا وضع (لاستخدام البلمرة) مواقع. هناك نوعان من المواقع ذات الصلة عن كثب وضع، واحدة تقع في الاوبرون P L والآخر يقع في الاوبرون P R، وهي تعادل تقريبا مواقف تسلسل الجوز في لامدا والأقارب امدا أخرى. وضع المواقع تعمل في رابطة الدول المستقلة لتعزيز قراءة المحطات النهائية في غياب جميع البروتينات HK022. ومن المتوقع النصوص وضعت لتشكيل لجنتين الجذعية حلقات مفصولة النوكليوتيدات المفردة واحدة. ويدعم هذا التنبؤ من خلال الدراسات الطفرية ونمط حساسية اثنين من الحمض النووي الريبي للانقسام مع البكتريا الداخلية أحادية ومزدوجة حبلا. تعتبر بنية الحمض النووي الريبي حاسمة بالنسبة لمضادات الإيقاع لأن الطفرات التي تمنع تكوين أزواج القاعدة في السيقان تقلل الوظيفة، ويمكن كبح هذه الطفرات من خلال الطفرات الإضافية التي تعيد اقتران القاعدة. مثل لامدا N و Q ، فإن متواليات PUT تثبط إيقاف البلمرة مؤقتًا وتعزز مقاومة التحلل في نظام النسخ المختبري المنقى. على عكس لامدا N ، لا يلزم وجود عوامل البكتيريا أو البكتيريا المساعدة. الطفرات الوحيدة المعروفة بحظر كتلة مكافحة الوسيطة PUT تغير الأحماض الأمينية المحفوظة للغاية الموجودة في المجال القريب الغني بالسيستين للوحدة الفرعية RNAP beta. السلالات التي تحمل هذه الطفرات غير قادرة على دعم النمو الحويضي لـ HK022 ولكنها طبيعية في جميع النواحي الأخرى التي تم اختبارها، بما في ذلك النمو الحديدي لامدا وأقارب لامدا الأخرى. تشير الأنماط الظاهرية المقيدة بالملتهمة التي تمنحها هذه الطفرات إلى أنها تغير مجال RNAP-beta 'الذي يتفاعل بشكل خاص مع PNA RNA الوليدة في مركب استطالة النسخ، ولكن لم يتم اختبار هذه الفكرة مباشرة. استقرار التفاعل PUT -RNAP المفترض وطبيعة التعديل الذي يسببه PUT لمجمع الاستطالة غير معروف.
تم اكتشاف مضاد التحقُّق المُعالِج لأول مرة في العاثية البكتيرية، ولكن تم العثور على أمثلة منذ ذلك الحين في العمليات البكتيرية. يتم تنظيم معاملات E. coli rrn بواسطة آلية مضادة للتحديد تعتمد على المواقع التي ترتبط ارتباطًا وثيقًا بصندوق لامدا A والمحفز الموجود بالقرب من الجينات الهيكلية 16S و 23S في كل وحدة. تتشابه تسلسلات مواقع rrn BOXA مع الإجماع البكتيري أكثر مما هو الحال في لامدا، وهي تربط NusB-S10 بكفاءة أكبر. على الرغم من أن الهياكل ذات العروة الجذعية المشابهة لـ BOXB تم العثور عليها كمُشجِّع بالقرب من مواقع BOXA ، إلا أنها ليست ضرورية لمقاومة التحصين. تسلسل rrn BOXA يضفي نشاطًا مضادًا تمامًا ضد Rho المعتمد ولكن ليس ضد الإنهاءات الجوهرية. BOXA يزيد أيضًا من معدل استطالة النسخ بواسطة RNAP. تؤدي الطفرات النقطية في BOXA إلى إنهاء النسخ المبكر. يتطلب rrn antitermination NusB في الجسم الحي، كما هو موضح في تجربة استنفاد NusB. يحفز NusA معدل الاستطالة لسلاسل rrn RNA التي تحمل BOXA. يقترح دور NusA أيضًا من خلال الملاحظة أن طفرة nusA10 (Cs) تثبط كلا من antitermation ومعدل استطالة النسخ في أوبرا رن. دور عوامل Nus الأخرى في تنظيم rrn في الجسم الحي غير واضح. في المختبر، مركب مضاد للتحديد يشتمل على أشكال NusA و NusB و S10 و NusG في تسلسل BOXA لـ rrnG ، لكن هذه المكونات ليست كافية للتحديد ضد نفسها. هناك حاجة لعامل أو عوامل إضافية يمكن توفيرها بواسطة مستخرج خلوي، ولكن هوياتها غير معروفة.

## روابط خارجية
- الجمعية الأمريكية لعلم الأحياء الدقيقة مجلة علم الجراثيم
- جينات لوين الأساسية في كتب Google